# Campeonato Brasileiro de Futebol de 2007 - Série C
A Série C do Campeonato Brasileiro de Futebol de 2007 foi uma competição equivalente à terceira divisão do futebol do Brasil. Contando como a 17.ª edição da história, foi disputada por 64 times divididos em 16 grupos na primeira fase, classificando as equipes gradativamente até um octagonal final, no qual os quatro mais bem colocados ganharam acesso à Série B de 2008.
A competição foi vencida pelo Bragantino, que se qualificou para disputar a Série B em 2008, juntamente com o Bahia, o Vila Nova e o ABC. O torneio deveria encerrar-se em 28 de novembro, mas a partida entre Nacional de Patos e Barras, válida pela fase final, precisou ser adiada porque ladrões roubaram cabos de energia das torres de iluminação do Estádio Amigão. Por conta disso, já sem chances de classificação, as duas equipes se enfrentaram após a última rodada, encerrando a Série C no dia 1 de dezembro.
Esta edição também ficou marcada por uma enorme tragédia: na partida que confirmou o acesso do Bahia, contra o Vila Nova, 60.007 pessoas compareceram à antiga Fonte Nova. Com o estádio superlotado e infraestrutura precária, parte da arquibancada superior desabou, causando a morte de sete pessoas e deixando quase uma centena de feridos.

## Regulamento
A Série C do Campeonato Brasileiro de 2007 foi disputada por 64 clubes, em quatro fases. Na primeira fase, as equipes foram divididas em 16 grupos de quatro clubes, jogando entre si em turno e returno dentro de cada grupo, classificando-se os dois melhores de cada chave para a fase seguinte. Na segunda e terceira fases, os clubes vencedores e vice de suas chaves na fase anterior foram dispostos novamente em grupos de quatro participantes, que se enfrentaram também em turno e returno dentro da chave.
Assim, oito times chegaram à fase final, formando um grupo único no qual as equipes se enfrentaram outra vez em turno e returno para definir o campeão e os promovidos para a Série B: os quarto mais bem colocados desta chave conquistaram o acesso. Não houve rebaixamento na Série C, uma vez que os clubes se classificam para a competição através dos campeonatos estaduais.
Critérios de desempate
Em caso de empate de pontos entre dois ou mais clubes, o critério de desempate foi o seguinte:
1. Número de vitórias
2. Saldo de gols
3. Gols pró
4. Confronto direto
5. Sorteio

## Participantes
| Equipe                 | Cidade                 | Estado | Como se classificou                                 | Estádio (mando)       | Títulos        |
| ---------------------- | ---------------------- | ------ | --------------------------------------------------- | --------------------- | -------------- |
| ABC                    | Natal                  | RN     | Campeão do Estadual 2007                            | Frasqueirão           | 0 (não possui) |
| ADAP/Galo Maringá      | Maringá                | PR     | 5º colocado do Estadual 2007                        | Willie Davids         | 0 (não possui) |
| Águia Negra            | Rio Brilhante          | MS     | 1º colocado da 1ª fase do Estadual 2007             | Ninho d'Águia         | 0 (não possui) |
| Amapá                  | Macapá                 | AP     | Vice-campeão do Estadual 2006                       | Glicério Marques      | 0 (não possui) |
| America                | Rio de Janeiro         | RJ     | 7º colocado do Estadual 2007                        | Giulite Coutinho      | 0 (não possui) |
| América de Propriá     | Propriá                | SE     | Campeão do Estadual 2007                            | Presidente Médici     | 0 (não possui) |
| Ananindeua             | Ananindeua             | PA     | 3º colocado do Estadual 2007                        | Mangueirão            | 0 (não possui) |
| Araguaína              | Araguaína              | TO     | Campeão do Estadual 2006                            | Gauchão               | 0 (não possui) |
| ASA                    | Arapiraca              | AL     | 4º colocado da Copa Alagoas 2007                    | Fumeirão              | 0 (não possui) |
| Atlético Cajazeirense  | Cajazeiras             | PB     | Vice-campeão do Estadual 2007                       | Perpetão              | 0 (não possui) |
| Atlético de Alagoinhas | Alagoinhas             | BA     | 3º colocado do Estadual 2007                        | Carneirão (BA)        | 0 (não possui) |
| Atlético Goianiense    | Goiânia                | GO     | Campeão do Estadual 2007                            | Serra Dourada         | 1 (1990)       |
| Bahia                  | Salvador               | BA     | Vice-campeão do Estadual 2007                       | Fonte Nova            | 0 (não possui) |
| Barras                 | Barras                 | PI     | Vice-campeão do Estadual 2007                       | Juca Fortes           | 0 (não possui) |
| Bragantino             | Bragança Paulista      | SP     | Vice-campeão da Copa FPF 2006                       | Marcelo Stéfani       | 0 (não possui) |
| Cacerense              | Cáceres                | MT     | Campeão da Copa Mato Grosso 2006                    | Geraldão              | 0 (não possui) |
| Caxias                 | Caxias                 | RS     | 4º colocado do Estadual 2007                        | Centenário            | 0 (não possui) |
| Confiança              | Aracaju                | SE     | Vice-campeão do Estadual 2007                       | Batistão              | 0 (não possui) |
| Ceilândia              | Ceilândia              | DF     | 3º colocado do Metropolitano 2007                   | Abadião               | 0 (não possui) |
| CENE                   | Campo Grande           | MS     | 2º colocado da 1ª fase do Estadual 2007             | Morenão               | 0 (não possui) |
| Central                | Caruaru                | PE     | Vice-campeão do Estadual 2007                       | Lacerdão              | 0 (não possui) |
| Chapecoense            | Chapecó                | SC     | Campeã do Estadual 2007                             | Índio Condá           | 0 (não possui) |
| Coruripe               | Coruripe               | AL     | Campeão da Copa Alagoas 2007                        | Gerson Amaral         | 0 (não possui) |
| CRAC                   | Catalão                | GO     | 5º colocado do Estadual 2007                        | Genervino da Fonseca  | 0 (não possui) |
| Democrata GV           | Governador Valadares   | MG     | 3º colocado do Estadual 2007                        | Mamudão               | 0 (não possui) |
| Esportivo              | Bento Gonçalves        | RS     | 6º colocado do Estadual 2007                        | Montanha dos Vinhedos | 0 (não possui) |
| Esportivo Guará        | Guará                  | DF     | Vice-campeão do Metropolitano 2007                  | CAVE                  | 0 (não possui) |
| Fast Clube             | Manaus                 | AM     | Campeão do 1º turno do Estadual 2007                | Floro de Mendonça     | 0 (não possui) |
| Friburguense           | Nova Friburgo          | RJ     | 6º colocado do Estadual 2007                        | Eduardo Guinle        | 0 (não possui) |
| Grêmio Jaciara         | Jaciara                | MT     | 2º colocado da 1ª fase do Estadual 2007             | Márcio Cassiano       | 0 (não possui) |
| Guarani                | Campinas               | SP     | 18º colocado da Série B 2006                        | Brinco de Ouro        | 0 (não possui) |
| Icasa                  | Juazeiro do Norte      | CE     | Vice-campeão do Estadual 2007                       | Romeirão              | 0 (não possui) |
| Imperatriz             | Imperatriz             | MA     | Campeão do 1º turno da Taça Cidade de São Luís 2007 | Frei Epifânio         | 0 (não possui) |
| Itapipoca              | Itapipoca              | CE     | 4º colocado do Estadual 2007                        | Perilo Teixeira       | 0 (não possui) |
| Itumbiara              | Itumbiara              | GO     | 4º colocado do Estadual 2007                        | JK                    | 0 (não possui) |
| Jaguaré                | Jaguaré                | ES     | Vice-campeão do Estadual 2007                       | Conilon               | 0 (não possui) |
| Jaruense               | Jaru                   | RO     | Campeão da 1ª fase do Estadual 2007                 | Leal Chapelão         | 0 (não possui) |
| Joinville              | Joinville              | SC     | Campeão do Torneio Seletivo de Santa Catarina 2006  | Arena Joinville       | 0 (não possui) |
| Juventus-SP            | São Paulo              | SP     | 15º colocado do Estadual 2007                       | Rua Javari            | 0 (não possui) |
| Linhares               | Linhares               | ES     | Campeão do Estadual 2007                            | Joaquim Calmon        | 0 (não possui) |
| Madureira              | Rio de Janeiro         | RJ     | 3º colocado do Estadual 2007                        | Moça Bonita           | 0 (não possui) |
| Nacional-AM            | Manaus                 | AM     | Vice-campeão do 1º turno do Estadual 2007           | Vivaldão              | 0 (não possui) |
| Nacional de Patos      | Patos                  | PB     | Campeão do Estadual 2007                            | José Cavalcanti       | 0 (não possui) |
| Noroeste               | Bauru                  | SP     | 7º colocado do Estadual 2007                        | Alfredo de Castilho   | 0 (não possui) |
| Paranavaí              | Paranavaí              | PR     | Campeão do Estadual 2007                            | Felipão               | 0 (não possui) |
| Paysandu               | Belém                  | PA     | 17º colocado da Série B 2006                        | Curuzu                | 0 (não possui) |
| Poções                 | Poções                 | BA     | 4º colocado do Estadual 2007                        | Lomantão              | 0 (não possui) |
| Potiguar de Mossoró    | Mossoró                | RN     | 3º colocado do Estadual 2007                        | Nogueirão             | 0 (não possui) |
| Porto-PE               | Caruaru                | PE     | 4º colocado do Estadual 2007                        | Vera Cruz             | 0 (não possui) |
| Rio Branco-AC          | Rio Branco             | AC     | Campeão do 1º turno do Estadual 2007                | Arena da Floresta     | 0 (não possui) |
| Rio Claro              | Rio Claro              | SP     | 12º colocado do Estadual 2007                       | Augusto Schimidt      | 0 (não possui) |
| River-PI               | Teresina               | PI     | Campeão do Estadual 2007                            | Albertão              | 0 (não possui) |
| Roma Apucarana         | Apucarana              | PR     | Campeão da Copa dos 100 Anos 2006                   | Bom Jesus da Lapa     | 0 (não possui) |
| Sampaio Corrêa         | São Luís               | MA     | Campeão do 2º turno da Taça Cidade de São Luís 2007 | Nhozinho Santos       | 1 (1997)       |
| São Raimundo-AM        | Manaus                 | AM     | 19º colocado da Série B 2006                        | Vivaldão              | 0 (não possui) |
| São Raimundo-RR        | Boa Vista              | RR     | Vice-campeão do Estadual 2006                       | Canarinho             | 0 (não possui) |
| Sertãozinho            | Sertãozinho            | SP     | 16º colocado do Estadual 2007                       | Frederico Dalmaso     | 0 (não possui) |
| Tuna Luso              | Belém                  | PA     | Vice-campeã do Estadual 2007                        | Francisco Vasques     | 1 (1992)       |
| Tupi                   | Juiz de Fora           | MG     | 4º colocado do Estadual 2007                        | Mario Helênio         | 0 (não possui) |
| Ulbra                  | Canoas                 | RS     | Vice-campeão da Copa FGF 2006                       | CE ULBRA              | 0 (não possui) |
| Vera Cruz              | Vitória de Santo Antão | PE     | 5º colocado do Estadual 2007                        | Carneirão (PE)        | 0 (não possui) |
| Vila Nova              | Goiânia                | GO     | 20º colocado da Série B 2006                        | Serra Dourada         | 1 (1996)       |
| Villa Nova             | Nova Lima              | MG     | 5º colocado do Estadual 2007                        | Castor Cifuentes      | 0 (não possui) |
| Volta Redonda          | Volta Redonda          | RJ     | 5º colocado do Estadual 2007                        | Raulino de Oliveira   | 0 (não possui) |

## Primeira fase
A primeira fase foi disputada entre os dias 7 de julho e 5 de agosto.
| Legenda | Legenda                           |
| ------- | --------------------------------- |
|         | Classificação para a próxima fase |

### Grupo 1
| Pos | Equipes         | Pts | J | V | E | D | GP | GC | SG  |
| --- | --------------- | --- | - | - | - | - | -- | -- | --- |
| 1   | Rio Branco-AC   | 12  | 6 | 3 | 3 | 0 | 15 | 5  | +10 |
| 2   | Fast Clube      | 11  | 6 | 3 | 2 | 1 | 6  | 3  | +3  |
| 3   | Jaruense        | 5   | 6 | 1 | 2 | 3 | 7  | 14 | –7  |
| 4   | São Raimundo-RR | 4   | 6 | 1 | 1 | 4 | 8  | 14 | –6  |

|                 | FAS | JAR | RBA | SRR |
| --------------- | --- | --- | --- | --- |
| Fast Clube      | —   | 3–1 | 0–0 | 1–0 |
| Jaruense        | 0–0 | —   | 1–1 | 4–3 |
| Rio Branco-AC   | 1–0 | 6–1 | —   | 5–1 |
| São Raimundo-RR | 1–2 | 1–0 | 2–2 | —   |

### Grupo 2
| Pos | Equipes         | Pts | J | V | E | D | GP | GC | SG |
| --- | --------------- | --- | - | - | - | - | -- | -- | -- |
| 1   | Nacional-AM     | 11  | 6 | 3 | 2 | 1 | 10 | 6  | +4 |
| 2   | Tuna Luso       | 10  | 6 | 3 | 1 | 2 | 7  | 7  | 0  |
| 3   | Amapá           | 7   | 6 | 2 | 1 | 3 | 6  | 8  | –2 |
| 4   | São Raimundo-AM | 5   | 6 | 1 | 2 | 3 | 5  | 7  | –2 |

|                 | APC | NAM | SRA | TUN |
| --------------- | --- | --- | --- | --- |
| Amapá           | —   | 0–1 | 1–0 | 3–0 |
| Nacional-AM     | 3–0 | —   | 1–1 | 3–2 |
| São Raimundo-AM | 2–2 | 2–1 | —   | 0–1 |
| Tuna Luso       | 2–0 | 1–1 | 1–0 | —   |

### Grupo 3
| Pos | Equipes    | Pts | J | V | E | D | GP | GC | SG |
| --- | ---------- | --- | - | - | - | - | -- | -- | -- |
| 1   | Imperatriz | 10  | 6 | 2 | 4 | 0 | 4  | 2  | +2 |
| 2   | Ananindeua | 9   | 6 | 2 | 3 | 1 | 6  | 6  | 0  |
| 3   | Paysandu   | 1   | 6 | 0 | 1 | 5 | 3  | 9  | –6 |
| 4   | Araguaína  | –1  | 6 | 3 | 2 | 1 | 8  | 4  | +4 |

|            | ADE | ARA | IMP | PAY |
| ---------- | --- | --- | --- | --- |
| Ananindeua | —   | 1–0 | 0–0 | 1–0 |
| Araguaína  | 3–1 | —   | 1–1 | 1–0 |
| Imperatriz | 0–0 | 1–1 | —   | 1–0 |
| Paysandu   | 3–3 | 0–2 | 0–1 | —   |

### Grupo 4
| Pos | Equipes        | Pts | J | V | E | D | GP | GC | SG |
| --- | -------------- | --- | - | - | - | - | -- | -- | -- |
| 1   | Barras         | 11  | 6 | 3 | 2 | 1 | 9  | 5  | +4 |
| 2   | Sampaio Corrêa | 9   | 6 | 2 | 3 | 1 | 5  | 5  | 0  |
| 3   | River-PI       | 8   | 6 | 2 | 2 | 2 | 9  | 11 | –2 |
| 4   | Itapipoca      | 4   | 6 | 1 | 1 | 4 | 10 | 12 | –2 |

|                | BPI | ITP | RIV | SAM |
| -------------- | --- | --- | --- | --- |
| Barras         | —   | 0–3 | 4–0 | 2–0 |
| Itapipoca      | 1–2 | —   | 1–3 | 0–0 |
| River-PI       | 0–0 | 5–4 | —   | 1–1 |
| Sampaio Corrêa | 1–1 | 2–1 | 1–0 | —   |

### Grupo 5
| Pos | Equipes             | Pts | J | V | E | D | GP | GC | SG |
| --- | ------------------- | --- | - | - | - | - | -- | -- | -- |
| 1   | Nacional de Patos   | 11  | 6 | 3 | 2 | 1 | 8  | 6  | +2 |
| 2   | Porto-PE            | 7   | 6 | 2 | 1 | 3 | 8  | 10 | –2 |
| 3   | Icasa               | 7   | 6 | 2 | 1 | 3 | 5  | 7  | –2 |
| 4   | Potiguar de Mossoró | 7   | 6 | 1 | 4 | 1 | 10 | 8  | +2 |

|                     | ICA | NPA | PTO | POT |
| ------------------- | --- | --- | --- | --- |
| Icasa               | —   | 0–1 | 1–3 | 0–0 |
| Nacional de Patos   | 1–2 | —   | 1–0 | 3–3 |
| Porto-PE            | 2–1 | 0–1 | —   | 3–3 |
| Potiguar de Mossoró | 0–1 | 1–1 | 3–0 | —   |

### Grupo 6
| Pos | Equipes               | Pts | J | V | E | D | GP | GC | SG |
| --- | --------------------- | --- | - | - | - | - | -- | -- | -- |
| 1   | ABC                   | 13  | 6 | 4 | 1 | 1 | 13 | 6  | +7 |
| 2   | Atlético Cajazeirense | 10  | 6 | 3 | 1 | 2 | 5  | 3  | +2 |
| 3   | Central               | 6   | 6 | 1 | 3 | 2 | 9  | 11 | –2 |
| 4   | Vera Cruz             | 4   | 6 | 1 | 1 | 4 | 3  | 10 | –7 |

|                       | ABC | ACA | CEN | VCR |
| --------------------- | --- | --- | --- | --- |
| ABC                   | —   | 2–0 | 2–1 | 4–0 |
| Atlético Cajazeirense | 1–0 | —   | 3–0 | 1–0 |
| Central               | 4–4 | 0–0 | —   | 0–0 |
| Vera Cruz             | 0–1 | 1–0 | 2–4 | —   |

### Grupo 7
| Pos | Equipes            | Pts | J | V | E | D | GP | GC | SG  |
| --- | ------------------ | --- | - | - | - | - | -- | -- | --- |
| 1   | Bahia              | 16  | 6 | 5 | 1 | 0 | 11 | 1  | +10 |
| 2   | Confiança          | 13  | 6 | 4 | 1 | 1 | 11 | 5  | +6  |
| 3   | América de Propriá | 4   | 6 | 1 | 1 | 4 | 1  | 7  | –6  |
| 4   | ASA                | 1   | 6 | 0 | 1 | 5 | 3  | 13 | –10 |

|                    | ASE | ASA | BAH | CON |
| ------------------ | --- | --- | --- | --- |
| América de Propriá | —   | 1–0 | 0–1 | 0–3 |
| ASA                | 0–0 | —   | 0–4 | 1–2 |
| Bahia              | 2–0 | 2–0 | —   | 2–1 |
| Confiança          | 1–0 | 4–2 | 0–0 | —   |

### Grupo 8
| Pos | Equipes                | Pts | J | V | E | D | GP | GC | SG  |
| --- | ---------------------- | --- | - | - | - | - | -- | -- | --- |
| 1   | Coruripe               | 14  | 6 | 4 | 2 | 0 | 11 | 4  | +7  |
| 2   | Linhares               | 8   | 6 | 2 | 2 | 2 | 12 | 10 | +2  |
| 3   | Atlético de Alagoinhas | 6   | 6 | 1 | 3 | 2 | 7  | 12 | –5  |
| 4   | Poções                 | 4   | 6 | 1 | 1 | 4 | 6  | 10 | –14 |

|                        | AAL | CRP | LIN | POÇ |
| ---------------------- | --- | --- | --- | --- |
| Atlético de Alagoinhas | —   | 0–0 | 3–3 | 2–1 |
| Coruripe               | 2–0 | —   | 3–1 | 3–2 |
| Linhares               | 5–1 | 1–1 | —   | 1–0 |
| Poções                 | 1–1 | 0–2 | 2–1 | —   |

### Grupo 9
| Pos | Equipes             | Pts | J | V | E | D | GP | GC | SG |
| --- | ------------------- | --- | - | - | - | - | -- | -- | -- |
| 1   | Atlético Goianiense | 12  | 6 | 4 | 0 | 2 | 8  | 4  | +4 |
| 2   | CRAC                | 9   | 6 | 3 | 0 | 3 | 7  | 7  | 0  |
| 3   | Ceilândia           | 7   | 6 | 2 | 1 | 3 | 6  | 7  | –1 |
| 4   | Cacerense           | 7   | 6 | 2 | 1 | 3 | 5  | 8  | –3 |

|                     | ATG | CAC | CEI | CRAC |
| ------------------- | --- | --- | --- | ---- |
| Atlético Goianiense | —   | 2–1 | 2–0 | 2–0  |
| Cacerense           | 2–1 | —   | 0–0 | 2–0  |
| Ceilândia           | 0–1 | 3–0 | —   | 3–2  |
| CRAC                | 1–0 | 2–0 | 2–0 | —    |

### Grupo 10
| Pos | Equipes         | Pts | J | V | E | D | GP | GC | SG  |
| --- | --------------- | --- | - | - | - | - | -- | -- | --- |
| 1   | Vila Nova       | 13  | 6 | 4 | 1 | 1 | 12 | 5  | +7  |
| 2   | Itumbiara       | 12  | 6 | 4 | 0 | 2 | 11 | 8  | +3  |
| 3   | Grêmio Jaciara  | 10  | 6 | 3 | 1 | 2 | 14 | 9  | +5  |
| 4   | Esportivo Guará | 0   | 6 | 0 | 0 | 6 | 3  | 18 | –15 |

|                 | EGU | GJA | IBR | VIL |
| --------------- | --- | --- | --- | --- |
| Esportivo Guará | —   | 1–2 | 1–2 | 1–2 |
| Grêmio Jaciara  | 6–0 | —   | 3–2 | 0–1 |
| Itumbiara       | 2–0 | 3–1 | —   | 2–1 |
| Vila Nova       | 4–0 | 2–2 | 2–0 | —   |

### Grupo 11
| Pos | Equipes | Pts | J | V | E | D | GP | GC | SG |
| --- | ------- | --- | - | - | - | - | -- | -- | -- |
| 1   | America | 10  | 6 | 3 | 1 | 2 | 10 | 7  | +3 |
| 2   | Guarani | 10  | 6 | 3 | 1 | 2 | 8  | 7  | +1 |
| 3   | Jaguaré | 7   | 6 | 2 | 1 | 3 | 12 | 12 | 0  |
| 4   | Tupi    | 7   | 6 | 2 | 1 | 3 | 8  | 12 | –4 |

|         | AME | GUA | JAG | TUP |
| ------- | --- | --- | --- | --- |
| America | —   | 3–2 | 2–1 | 3–0 |
| Guarani | 0–0 | —   | 2–1 | 3–1 |
| Jaguaré | 3–2 | 2–0 | —   | 3–3 |
| Tupi    | 1–0 | 0–1 | 3–2 | —   |

### Grupo 12
| Pos | Equipes       | Pts | J | V | E | D | GP | GC | SG |
| --- | ------------- | --- | - | - | - | - | -- | -- | -- |
| 1   | Rio Claro     | 9   | 6 | 2 | 3 | 1 | 4  | 3  | +1 |
| 2   | Volta Redonda | 8   | 6 | 2 | 2 | 2 | 6  | 6  | 0  |
| 3   | Friburguense  | 7   | 6 | 1 | 4 | 1 | 5  | 5  | 0  |
| 4   | Noroeste      | 6   | 6 | 1 | 3 | 2 | 5  | 6  | –1 |

|               | FRI | NOR | RCL | VRE |
| ------------- | --- | --- | --- | --- |
| Friburguense  | —   | 0–0 | 1–0 | 1–1 |
| Noroeste      | 2–2 | —   | 0–0 | 3–0 |
| Rio Claro     | 1–1 | 1–0 | —   | 1–1 |
| Volta Redonda | 1–0 | 3–0 | 0–1 | —   |

### Grupo 13
| Pos | Equipes     | Pts | J | V | E | D | GP | GC | SG |
| --- | ----------- | --- | - | - | - | - | -- | -- | -- |
| 1   | Bragantino  | 13  | 6 | 4 | 1 | 1 | 10 | 3  | +7 |
| 2   | Águia Negra | 8   | 6 | 2 | 2 | 2 | 7  | 8  | –1 |
| 3   | CENE        | 8   | 6 | 2 | 2 | 2 | 6  | 7  | –1 |
| 4   | Sertãozinho | 4   | 6 | 1 | 1 | 4 | 8  | 13 | –5 |

|             | AGN | BRG | CENE | STZ |
| ----------- | --- | --- | ---- | --- |
| Águia Negra | —   | 0–0 | 2–2  | 3–2 |
| Bragantino  | 2–0 | —   | 2–0  | 4–1 |
| CENE        | 1–0 | 1–0 | —    | 2–2 |
| Sertãozinho | 1–2 | 1–2 | 1–0  | —   |

### Grupo 14
| Pos | Equipes      | Pts | J | V | E | D | GP | GC | SG |
| --- | ------------ | --- | - | - | - | - | -- | -- | -- |
| 1   | Villa Nova   | 9   | 6 | 2 | 3 | 1 | 12 | 6  | +6 |
| 2   | Democrata GV | 9   | 6 | 2 | 3 | 1 | 7  | 10 | –3 |
| 3   | Juventus-SP  | 8   | 6 | 1 | 5 | 0 | 3  | 2  | +1 |
| 4   | Madureira    | 3   | 6 | 0 | 3 | 3 | 1  | 5  | –4 |

|              | DGV | JSP | MAD | VNO |
| ------------ | --- | --- | --- | --- |
| Democrata GV | —   | 0–0 | 0–0 | 3–2 |
| Juventus-SP  | 1–1 | —   | 1–0 | 1–1 |
| Madureira    | 0–2 | 0–0 | —   | 1–2 |
| Villa Nova   | 7–1 | 0–0 | 0–0 | —   |

### Grupo 15
| Pos | Equipes        | Pts | J | V | E | D | GP | GC | SG |
| --- | -------------- | --- | - | - | - | - | -- | -- | -- |
| 1   | Roma Apucarana | 14  | 6 | 4 | 2 | 0 | 10 | 3  | +7 |
| 2   | Ulbra          | 9   | 6 | 2 | 3 | 1 | 9  | 5  | +4 |
| 3   | Chapecoense    | 4   | 6 | 1 | 1 | 4 | 5  | 10 | –5 |
| 4   | Paranavaí      | 4   | 6 | 0 | 4 | 2 | 4  | 10 | –6 |

|                | CHA | PNV | ROM | ULB |
| -------------- | --- | --- | --- | --- |
| Chapecoense    | —   | 3–0 | 1–2 | 0–2 |
| Paranavaí      | 1–1 | —   | 1–4 | 1–1 |
| Roma Apucarana | 1–0 | 0–0 | —   | 3–1 |
| Ulbra          | 4–0 | 1–1 | 0–0 | —   |

### Grupo 16
| Pos | Equipes           | Pts | J | V | E | D | GP | GC | SG |
| --- | ----------------- | --- | - | - | - | - | -- | -- | -- |
| 1   | Joinville         | 13  | 6 | 4 | 1 | 1 | 8  | 4  | +4 |
| 2   | Esportivo         | 9   | 6 | 3 | 0 | 3 | 6  | 9  | –3 |
| 3   | ADAP/Galo Maringá | 8   | 6 | 2 | 2 | 2 | 10 | 8  | +2 |
| 4   | Caxias            | 3   | 6 | 0 | 3 | 3 | 4  | 7  | –3 |

|                   | ADG | CAX | ESP | JOI |
| ----------------- | --- | --- | --- | --- |
| ADAP/Galo Maringá | —   | 0–0 | 4–1 | 1–2 |
| Caxias            | 2–2 | —   | 1–2 | 0–0 |
| Esportivo         | 0–1 | 2–1 | —   | 1–0 |
| Joinville         | 3–2 | 1–0 | 2–0 | —   |

## Segunda fase
A segunda fase foi disputada entre os dias 12 de agosto e 2 de setembro.
| Legenda | Legenda                           |
| ------- | --------------------------------- |
|         | Classificação para a próxima fase |

### Grupo 17
| Pos | Equipes        | Pts | J | V | E | D | GP | GC | SG |
| --- | -------------- | --- | - | - | - | - | -- | -- | -- |
| 1   | Rio Branco-AC  | 10  | 6 | 3 | 1 | 2 | 9  | 8  | +1 |
| 2   | Tuna Luso      | 8   | 6 | 2 | 2 | 2 | 11 | 8  | +3 |
| 3   | Sampaio Corrêa | 5   | 6 | 1 | 2 | 3 | 6  | 15 | –9 |
| 4   | Imperatriz     | –2  | 6 | 3 | 1 | 2 | 9  | 4  | +5 |

|                | IMP | RBA | SAM | TUN |
| -------------- | --- | --- | --- | --- |
| Imperatriz     | —   | 2–0 | 4–0 | 2–1 |
| Rio Branco-AC  | 1–0 | —   | 2–0 | 3–2 |
| Sampaio Corrêa | 1–1 | 3–2 | —   | 2–2 |
| Tuna Luso      | 1–0 | 1–1 | 4–0 | —   |

### Grupo 18
| Pos | Equipes     | Pts | J | V | E | D | GP | GC | SG |
| --- | ----------- | --- | - | - | - | - | -- | -- | -- |
| 1   | Barras      | 11  | 6 | 3 | 2 | 1 | 9  | 5  | +4 |
| 2   | Fast Clube  | 11  | 6 | 3 | 2 | 1 | 13 | 10 | +3 |
| 3   | Ananindeua  | 10  | 6 | 3 | 1 | 2 | 12 | 10 | +2 |
| 4   | Nacional-AM | 1   | 6 | 0 | 1 | 5 | 7  | 16 | –9 |

|             | ADE | BPI | FAS | NAM |
| ----------- | --- | --- | --- | --- |
| Ananindeua  | —   | 2–1 | 3–0 | 1–1 |
| Barras      | 3–0 | —   | 0–0 | 2–1 |
| Fast Clube  | 4–3 | 1–1 | —   | 5–2 |
| Nacional-AM | 1–3 | 1–2 | 1–3 | —   |

### Grupo 19
| Pos | Equipes               | Pts | J | V | E | D | GP | GC | SG  |
| --- | --------------------- | --- | - | - | - | - | -- | -- | --- |
| 1   | Bahia                 | 13  | 6 | 4 | 1 | 1 | 15 | 4  | +11 |
| 2   | Nacional de Patos     | 6   | 6 | 4 | 0 | 2 | 8  | 8  | 0   |
| 3   | Atlético Cajazeirense | 6   | 6 | 2 | 0 | 4 | 9  | 12 | –3  |
| 4   | Linhares              | 4   | 6 | 1 | 1 | 4 | 6  | 14 | –8  |

|                       | ACA | BAH | LIN | NPA |
| --------------------- | --- | --- | --- | --- |
| Atlético Cajazeirense | —   | 0–3 | 3–0 | 3–0 |
| Bahia                 | 3–1 | —   | 5–0 | 2–0 |
| Linhares              | 4–1 | 1–1 | —   | 0–2 |
| Nacional de Patos     | 2–1 | 2–1 | 2–1 | —   |

### Grupo 20
| Pos | Equipes   | Pts | J | V | E | D | GP | GC | SG |
| --- | --------- | --- | - | - | - | - | -- | -- | -- |
| 1   | Coruripe  | 13  | 6 | 4 | 1 | 1 | 8  | 4  | +4 |
| 2   | ABC       | 12  | 6 | 4 | 0 | 2 | 8  | 7  | +1 |
| 3   | Confiança | 8   | 6 | 2 | 2 | 2 | 4  | 4  | 0  |
| 4   | Porto-PE  | 1   | 6 | 0 | 1 | 5 | 3  | 8  | –5 |

|           | ABC | CON | CRP | PTO |
| --------- | --- | --- | --- | --- |
| ABC       | —   | 1–0 | 2–0 | 2–1 |
| Confiança | 2–1 | —   | 0–0 | 1–1 |
| Coruripe  | 4–1 | 1–0 | —   | 2–1 |
| Porto-PE  | 0–1 | 0–1 | 0–1 | —   |

### Grupo 21
| Pos | Equipes             | Pts | J | V | E | D | GP | GC | SG |
| --- | ------------------- | --- | - | - | - | - | -- | -- | -- |
| 1   | Atlético Goianiense | 13  | 6 | 4 | 1 | 1 | 8  | 5  | +3 |
| 2   | America             | 10  | 6 | 3 | 1 | 2 | 8  | 7  | +1 |
| 3   | Volta Redonda       | 7   | 6 | 2 | 1 | 3 | 7  | 6  | +1 |
| 4   | Itumbiara           | 4   | 6 | 1 | 1 | 4 | 3  | 8  | –5 |

|                     | AME | ATG | IBR | VRE |
| ------------------- | --- | --- | --- | --- |
| America             | —   | 3–0 | 2–1 | 1–0 |
| Atlético Goianiense | 2–0 | —   | 2–0 | 2–1 |
| Itumbiara           | 1–1 | 0–1 | —   | 1–0 |
| Volta Redonda       | 3–1 | 1–1 | 2–0 | —   |

### Grupo 22
| Pos | Equipes   | Pts | J | V | E | D | GP | GC | SG |
| --- | --------- | --- | - | - | - | - | -- | -- | -- |
| 1   | CRAC      | 11  | 6 | 3 | 2 | 1 | 7  | 3  | +4 |
| 2   | Vila Nova | 9   | 6 | 3 | 0 | 3 | 9  | 9  | 0  |
| 3   | Guarani   | 8   | 6 | 2 | 2 | 2 | 6  | 5  | +1 |
| 4   | Rio Claro | 6   | 6 | 2 | 0 | 4 | 8  | 13 | –5 |

|           | CRAC | GUA | RCL | VIL |
| --------- | ---- | --- | --- | --- |
| CRAC      | —    | 0–0 | 3–0 | 1–0 |
| Guarani   | 0–0  | —   | 3–1 | 2–1 |
| Rio Claro | 2–0  | 2–1 | —   | 0–2 |
| Vila Nova | 1–3  | 1–0 | 4–3 | —   |

### Grupo 23
| Pos | Equipes        | Pts | J | V | E | D | GP | GC | SG |
| --- | -------------- | --- | - | - | - | - | -- | -- | -- |
| 1   | Esportivo      | 11  | 6 | 3 | 2 | 1 | 8  | 4  | +4 |
| 2   | Bragantino     | 9   | 6 | 3 | 0 | 3 | 8  | 9  | –1 |
| 3   | Roma Apucarana | 9   | 6 | 2 | 3 | 1 | 5  | 3  | +2 |
| 4   | Democrata GV   | 4   | 6 | 1 | 1 | 4 | 8  | 13 | –5 |

|                | BRG | DGV | ESP | ROM |
| -------------- | --- | --- | --- | --- |
| Bragantino     | —   | 1–0 | 2–1 | 0–1 |
| Democrata GV   | 5–3 | —   | 1–2 | 0–2 |
| Esportivo      | 1–0 | 4–1 | —   | 0–0 |
| Roma Apucarana | 1–2 | 1–1 | 0–0 | —   |

### Grupo 24
| Pos | Equipes     | Pts | J | V | E | D | GP | GC | SG |
| --- | ----------- | --- | - | - | - | - | -- | -- | -- |
| 1   | Ulbra       | 11  | 6 | 3 | 2 | 1 | 9  | 6  | +3 |
| 2   | Villa Nova  | 9   | 6 | 2 | 3 | 1 | 8  | 6  | +2 |
| 3   | Joinville   | 8   | 6 | 2 | 2 | 2 | 8  | 5  | +3 |
| 4   | Águia Negra | 3   | 6 | 0 | 3 | 3 | 3  | 11 | –8 |

|             | AGN | JOI | ULB | VNO |
| ----------- | --- | --- | --- | --- |
| Águia Negra | —   | 1–1 | 0–1 | 1–1 |
| Joinville   | 2–0 | —   | 4–0 | 0–0 |
| Ulbra       | 1–1 | 2–1 | —   | 5–0 |
| Villa Nova  | 5–0 | 2–0 | 0–0 | —   |

## Terceira fase
A terceira fase foi disputada entre os dias 8 de setembro e 7 de outubro.
| Legenda | Legenda                           |
| ------- | --------------------------------- |
|         | Classificação para a próxima fase |

### Grupo 25
| Pos | Equipes       | Pts | J | V | E | D | GP | GC | SG |
| --- | ------------- | --- | - | - | - | - | -- | -- | -- |
| 1   | ABC           | 13  | 6 | 4 | 1 | 1 | 8  | 5  | +3 |
| 2   | Bahia         | 10  | 6 | 3 | 1 | 2 | 10 | 8  | +2 |
| 3   | Rio Branco-AC | 10  | 6 | 3 | 1 | 2 | 9  | 7  | +2 |
| 4   | Fast Clube    | 1   | 6 | 0 | 1 | 5 | 5  | 12 | –5 |

|               | ABC | BAH | FAS | RBA |
| ------------- | --- | --- | --- | --- |
| ABC           | —   | 2–1 | 1–0 | 2–0 |
| Bahia         | 2–0 | —   | 1–0 | 2–1 |
| Fast Clube    | 2–3 | 2–2 | —   | 0–3 |
| Rio Branco-AC | 0–0 | 3–2 | 2–1 | —   |

### Grupo 26
| Pos | Equipes           | Pts | J | V | E | D | GP | GC | SG |
| --- | ----------------- | --- | - | - | - | - | -- | -- | -- |
| 1   | Barras            | 13  | 6 | 4 | 1 | 1 | 14 | 9  | +5 |
| 2   | Nacional de Patos | 9   | 6 | 3 | 0 | 3 | 11 | 12 | –1 |
| 3   | Coruripe          | 7   | 6 | 2 | 1 | 3 | 7  | 7  | 0  |
| 4   | Tuna Luso         | 5   | 6 | 1 | 2 | 3 | 7  | 11 | –4 |

|                   | BPI | CRP | NPA | TUN |
| ----------------- | --- | --- | --- | --- |
| Barras            | —   | 2–1 | 3–2 | 4–0 |
| Coruripe          | 2–0 | —   | 1–2 | 2–1 |
| Nacional de Patos | 2–3 | 2–1 | —   | 3–1 |
| Tuna Luso         | 2–2 | 0–0 | 3–0 | —   |

### Grupo 27
| Pos | Equipes             | Pts | J | V | E | D | GP | GC | SG |
| --- | ------------------- | --- | - | - | - | - | -- | -- | -- |
| 1   | Vila Nova           | 12  | 6 | 3 | 3 | 0 | 11 | 7  | +4 |
| 2   | Atlético Goianiense | 8   | 6 | 1 | 5 | 0 | 10 | 15 | +5 |
| 3   | Villa Nova          | 6   | 6 | 1 | 3 | 2 | 4  | 6  | –2 |
| 4   | Esportivo           | 3   | 6 | 0 | 3 | 3 | 5  | 12 | –5 |

|                     | ATG | ESP | VIL | VNO |
| ------------------- | --- | --- | --- | --- |
| Atlético Goianiense | —   | 5–0 | 0–0 | 1–1 |
| Esportivo           | 2–2 | —   | 2–2 | 0–0 |
| Vila Nova           | 2–2 | 2–1 | —   | 4–2 |
| Villa Nova          | 0–0 | 1–0 | 0–1 | —   |

### Grupo 28
| Pos | Equipes    | Pts | J | V | E | D | GP | GC | SG |
| --- | ---------- | --- | - | - | - | - | -- | -- | -- |
| 1   | CRAC       | 14  | 6 | 4 | 2 | 0 | 12 | 4  | +8 |
| 2   | Bragantino | 7   | 6 | 2 | 1 | 3 | 7  | 7  | 0  |
| 3   | Ulbra      | 7   | 6 | 2 | 1 | 3 | 8  | 10 | –2 |
| 4   | America    | 5   | 6 | 1 | 2 | 3 | 9  | 15 | –6 |

|            | AME | BRG | CRAC | ULB |
| ---------- | --- | --- | ---- | --- |
| America    | —   | 2–1 | 0–5  | 2–3 |
| Bragantino | 3–2 | —   | 1–2  | 2–0 |
| CRAC       | 1–1 | 0–0 | —    | 3–2 |
| Ulbra      | 2–2 | 1–0 | 0–1  | —   |

## Fase final
O octogonal final foi disputado entre os dias 13 de outubro e 1 de dezembro.
| Legenda | Legenda                                    |
| ------- | ------------------------------------------ |
|         | Campeão e promovido para a Série B de 2008 |
|         | Promovidos para a Série B de 2008          |

| Pos. | Equipes             | P  | J  | V | E | D  | GP | GC | SG  |
| ---- | ------------------- | -- | -- | - | - | -- | -- | -- | --- |
| 1    | Bragantino          | 26 | 14 | 7 | 5 | 2  | 21 | 13 | +8  |
| 2    | Bahia               | 24 | 14 | 6 | 6 | 2  | 26 | 18 | +8  |
| 3    | Vila Nova           | 23 | 14 | 7 | 2 | 5  | 27 | 20 | +7  |
| 4    | ABC                 | 23 | 14 | 7 | 2 | 5  | 20 | 21 | –1  |
| 5    | CRAC                | 21 | 14 | 7 | 0 | 7  | 24 | 20 | +4  |
| 6    | Atlético Goianiense | 21 | 14 | 6 | 3 | 5  | 24 | 17 | +7  |
| 7    | Barras              | 10 | 14 | 2 | 4 | 8  | 15 | 31 | –16 |
| 8    | Nacional de Patos   | 8  | 14 | 2 | 2 | 10 | 9  | 26 | –17 |

|                     | ABC | ATG | BAH | BPI | BRG | CRAC | NPA | VIL |
| ------------------- | --- | --- | --- | --- | --- | ---- | --- | --- |
| ABC                 | —   | 1–1 | 4–3 | 3–1 | 2–1 | 2–0  | 1–0 | 4–0 |
| Atlético Goianiense | 2–0 | —   | 1–2 | 6–0 | 1–1 | 2–3  | 2–0 | 3–2 |
| Bahia               | 3–0 | 1–1 | —   | 2–2 | 2–2 | 1–0  | 3–0 | 0–0 |
| Barras              | 2–2 | 2–1 | 0–2 | —   | 1–1 | 1–3  | 0–0 | 2–1 |
| Bragantino          | 1–0 | 3–0 | 1–1 | 3–1 | —   | 1–0  | 1–0 | 1–1 |
| CRAC                | 4–0 | 1–0 | 4–2 | 2–1 | 1–2 | —    | 4–1 | 1–2 |
| Nacional de Patos   | 0–1 | 0–1 | 1–1 | 3–1 | 1–3 | 2–0  | —   | 1–5 |
| Vila Nova           | 3–0 | 1–3 | 2–3 | 2–1 | 2–0 | 3–1  | 3–0 | —   |

### Desempenho por rodada
Posições de cada clube por rodada:
| Rodada ↓ | ABC | ATG | BAH | BPI | BRG | CRAC | NPA | VIL |
| -------- | --- | --- | --- | --- | --- | ---- | --- | --- |
| 1ª       | 5   | 1   | 3   | 8   | 4   | 6    | 7   | 2   |
| 2ª       | 6   | 2   | 1   | 7   | 3   | 5    | 8   | 4   |
| 3ª       | 4   | 1   | 3   | 7   | 2   | 6    | 8   | 5   |
| 4ª       | 4   | 2   | 3   | 7   | 1   | 5    | 8   | 6   |
| 5ª       | 2   | 5   | 3   | 7   | 1   | 4    | 8   | 6   |
| 6ª       | 5   | 4   | 3   | 7   | 2   | 1    | 8   | 6   |
| 7ª       | 4   | 5   | 3   | 7   | 1   | 2    | 8   | 6   |
| 8ª       | 3   | 6   | 2   | 7   | 1   | 5    | 8   | 4   |
| 9ª       | 5   | 6   | 2   | 7   | 1   | 4    | 8   | 3   |
| 10ª      | 2   | 6   | 3   | 7   | 1   | 5    | 8   | 4   |
| 11ª      | 1   | 6   | 2   | 7   | 3   | 5    | 8   | 4   |
| 12ª      | 3   | 6   | 1   | 7   | 2   | 5    | 8   | 4   |
| 13ª      | 5   | 3   | 2   | 7   | 1   | 6    | 8   | 4   |
| 14ª      | 4   | 6   | 2   | 7   | 1   | 5    | 8   | 3   |

     Líder e zona de acesso
     Zona de acesso

## Artilharia
| Gols | Jogador           | Equipe              |
| ---- | ----------------- | ------------------- |
| 27   | Túlio Maravilha   | Vila Nova           |
| 19   | Nonato            | Bahia               |
| 16   | Wallyson          | ABC                 |
| 12   | Cléo Paraense     | Tuna Luso           |
| 11   | Danilo Santos     | CRAC                |
| 11   | Marquinhos Marabá | Atlético Goianiense |
| 11   | Pantico           | Barras              |

## Público
Maiores públicos
Estes são os dez maiores públicos do campeonato:
| Nº | Público | Mandante  | Placar | Visitante           | Estádio       | Data           | Rodada     | Ref.   |
| -- | ------- | --------- | ------ | ------------------- | ------------- | -------------- | ---------- | ------ |
| 1  | 59 917  | Bahia     | 3–0    | ABC                 | Fonte Nova    | 22 de novembro | Fase final | [ 21 ] |
| 2  | 59 586  | Bahia     | 2–2    | Bragantino          | Fonte Nova    | 31 de outubro  | Fase final | [ 22 ] |
| 3  | 58 695  | Bahia     | 1–0    | CRAC                | Fonte Nova    | 14 de outubro  | Fase final | [ 23 ] |
| 4  | 53 283  | Bahia     | 1–1    | Atlético Goianiense | Fonte Nova    | 11 de novembro | Fase final | [ 24 ] |
| 5  | 52 611  | Bahia     | 0–0    | Vila Nova           | Fonte Nova    | 25 de novembro | Fase final | [ 25 ] |
| 6  | 49 528  | Bahia     | 2–2    | Barras              | Fonte Nova    | 24 de outubro  | Fase final | [ 26 ] |
| 7  | 45 128  | Bahia     | 3–0    | Nacional de Patos   | Fonte Nova    | 7 de novembro  | Fase final | [ 27 ] |
| 8  | 38 019  | Bahia     | 2–0    | ABC                 | Fonte Nova    | 16 de setembro | 3ª fase    | [ 28 ] |
| 9  | 36 274  | Bahia     | 2–0    | Nacional de Patos   | Fonte Nova    | 19 de agosto   | 2ª fase    | [ 29 ] |
| 10 | 32 431  | Vila Nova | 3–0    | Nacional de Patos   | Serra Dourada | 28 de novembro | Fase final | [ 30 ] |

Menores públicos
Estes são os dez menores públicos do campeonato, sem considerar as partidas com portões fechados:
| Nº | Público | Mandante           | Placar | Visitante             | Estádio                | Data          | Rodada     | Ref.   |
| -- | ------- | ------------------ | ------ | --------------------- | ---------------------- | ------------- | ---------- | ------ |
| 1  | 13      | Ulbra              | 0–0    | Roma Apucarana        | CE ULBRA               | 22 de julho   | 1ª fase    | [ 31 ] |
| 2  | 16      | Nacional de Patos  | 3–1    | Barras                | José Cavalcanti        | 1 de dezembro | Fase final | [ 32 ] |
| 3  | 18      | Esportivo Guará    | 1–2    | Itumbiara             | Abadião                | 4 de agosto   | 1ª fase    | [ 33 ] |
| 4  | 25      | Ulbra              | 1–1    | Paranavaí             | CE ULBRA               | 7 de julho    | 1ª fase    | [ 34 ] |
| 5  | 30      | Rio Claro          | 2–0    | CRAC                  | Antônio Lins Guimarães | 1 de setembro | 2ª fase    | [ 35 ] |
| 6  | 32      | América de Propriá | 1–0    | ASA                   | Batistão               | 5 de agosto   | 1ª fase    | [ 32 ] |
| 7  | 37      | Esportivo          | 2–2    | Vila Nova             | Montanha dos Vinhedos  | 6 de outubro  | 3ª fase    | [ 32 ] |
| 8  | 38      | Ulbra              | 5–0    | Villa Nova            | CE ULBRA               | 12 de agosto  | 2ª fase    | [ 32 ] |
| 9  | 50      | Democrata GV       | 5–3    | Bragantino            | Mamudão                | 29 de agosto  | 2ª fase    | [ 32 ] |
| 10 | 59      | Vera Cruz          | 1–0    | Atlético Cajazeirense | Carneirão (PE)         | 22 de julho   | 1ª fase    | [ 32 ] |

## Premiação
| Campeonato Brasileiro 2007 Série C            |
| São Paulo                                     |
| --------------------------------------------- |
| Clube Atlético Bragantino Campeão (1º título) |

## Classificação geral
A classificação geral dá prioridade ao clube que avançou mais fases, e ao campeão, mesmo que tenha menor pontuação. Excepcionalmente, a classificação entre a 1ª e a 8ª colocações levou em consideração apenas os pontos obtidos na fase final, como forma de apurar os clubes promovidos para a Série B de 2008.
| Promovidos à Série B em 2008 |                       |    |    |    |   |    |    |    |     |
| 1                            | Bragantino            | 55 | 32 | 16 | 7 | 9  | 46 | 32 | +14 |
| 2                            | Bahia                 | 63 | 32 | 18 | 9 | 5  | 62 | 31 | +31 |
| 3                            | Vila Nova             | 57 | 32 | 17 | 6 | 9  | 59 | 41 | +18 |
| 4                            | ABC                   | 61 | 32 | 19 | 4 | 9  | 49 | 39 | +10 |
| Eliminados na fase final     |                       |    |    |    |   |    |    |    |     |
| 5                            | CRAC                  | 55 | 32 | 17 | 4 | 11 | 50 | 34 | +16 |
| 6                            | Atlético Goianiense   | 54 | 32 | 15 | 9 | 8  | 50 | 31 | +19 |
| 7                            | Barras                | 45 | 32 | 12 | 9 | 11 | 47 | 50 | –3  |
| 8                            | Nacional de Patos     | 34 | 32 | 12 | 4 | 16 | 36 | 52 | –16 |
| Eliminados na terceira fase  |                       |    |    |    |   |    |    |    |     |
| 9                            | Coruripe              | 34 | 18 | 10 | 4 | 4  | 26 | 15 | +11 |
| 10                           | Rio Branco-AC         | 32 | 18 | 9  | 5 | 4  | 32 | 20 | +12 |
| 11                           | Ulbra                 | 27 | 18 | 7  | 6 | 5  | 26 | 21 | +5  |
| 12                           | America               | 25 | 18 | 7  | 4 | 7  | 27 | 29 | –2  |
| 13                           | Villa Nova            | 24 | 18 | 5  | 9 | 4  | 24 | 18 | +6  |
| 14                           | Tuna Luso             | 23 | 18 | 6  | 5 | 7  | 25 | 26 | –1  |
| 15                           | Fast Clube            | 23 | 18 | 6  | 5 | 7  | 24 | 25 | –1  |
| 16                           | Esportivo             | 23 | 18 | 6  | 5 | 7  | 19 | 25 | –6  |
| Eliminados na segunda fase   |                       |    |    |    |   |    |    |    |     |
| 17                           | Roma Apucarana        | 23 | 12 | 6  | 5 | 1  | 15 | 6  | +9  |
| 18                           | Joinville             | 21 | 12 | 6  | 3 | 3  | 16 | 9  | +7  |
| 19                           | Confiança             | 21 | 12 | 6  | 3 | 3  | 15 | 9  | +6  |
| 20                           | Ananindeua            | 19 | 12 | 5  | 4 | 3  | 18 | 16 | +2  |
| 21                           | Guarani               | 18 | 12 | 5  | 3 | 4  | 14 | 12 | +2  |
| 22                           | Atlético Cajazeirense | 16 | 12 | 5  | 1 | 6  | 14 | 16 | –2  |
| 23                           | Itumbiara             | 16 | 12 | 5  | 1 | 6  | 14 | 16 | –2  |
| 24                           | Volta Redonda         | 15 | 12 | 4  | 3 | 5  | 13 | 12 | +1  |
| 25                           | Rio Claro             | 15 | 12 | 4  | 3 | 5  | 12 | 16 | –4  |
| 26                           | Sampaio Corrêa        | 14 | 12 | 3  | 5 | 4  | 11 | 20 | –9  |
| 27                           | Democrata GV          | 13 | 12 | 3  | 4 | 5  | 15 | 23 | –8  |
| 28                           | Nacional-AM           | 12 | 12 | 3  | 3 | 6  | 17 | 22 | –5  |
| 29                           | Linhares              | 12 | 12 | 3  | 3 | 6  | 18 | 24 | –6  |
| 30                           | Águia Negra           | 11 | 12 | 2  | 5 | 5  | 10 | 19 | –9  |
| 31                           | Imperatriz            | 8  | 12 | 5  | 5 | 2  | 13 | 6  | +7  |
| 32                           | Porto-PE              | 8  | 12 | 2  | 2 | 8  | 11 | 18 | –7  |

| Eliminados na primeira fase |                        |     |   |   |   |   |    |    |     |
| Pos                         | Equipes                | Pts | J | V | E | D | GP | GC | SG  |
| 33                          | Araguaína              | 11  | 6 | 3 | 2 | 1 | 8  | 4  | +4  |
| 34                          | Grêmio Jaciara         | 10  | 6 | 3 | 1 | 2 | 14 | 9  | +5  |
| 35                          | ADAP/Galo Maringá      | 8   | 6 | 2 | 2 | 2 | 10 | 8  | +2  |
| 36                          | CENE                   | 8   | 6 | 2 | 2 | 2 | 6  | 7  | –1  |
| 37                          | River-PI               | 8   | 6 | 2 | 2 | 2 | 9  | 11 | –2  |
| 38                          | Juventus-SP            | 8   | 6 | 1 | 5 | 0 | 3  | 2  | +1  |
| 39                          | Jaguaré                | 7   | 6 | 2 | 1 | 3 | 12 | 12 | 0   |
| 40                          | Ceilândia              | 7   | 6 | 2 | 1 | 3 | 6  | 7  | –1  |
| 41                          | Amapá                  | 7   | 6 | 2 | 1 | 3 | 6  | 8  | –2  |
| 42                          | Icasa                  | 7   | 6 | 2 | 1 | 3 | 5  | 7  | –2  |
| 43                          | Cacerense              | 7   | 6 | 2 | 1 | 3 | 5  | 8  | –3  |
| 44                          | Tupi                   | 7   | 6 | 2 | 1 | 3 | 8  | 12 | –4  |
| 45                          | Potiguar de Mossoró    | 7   | 6 | 1 | 4 | 1 | 10 | 8  | +2  |
| 46                          | Friburguense           | 7   | 6 | 1 | 4 | 1 | 5  | 5  | 0   |
| 47                          | Noroeste               | 6   | 6 | 1 | 3 | 2 | 5  | 6  | –1  |
| 48                          | Central                | 6   | 6 | 1 | 3 | 2 | 9  | 11 | –2  |
| 49                          | Atlético de Alagoinhas | 6   | 6 | 1 | 3 | 2 | 7  | 12 | –5  |
| 50                          | São Raimundo-AM        | 5   | 6 | 1 | 2 | 3 | 5  | 7  | –2  |
| 51                          | Jaruense               | 5   | 6 | 1 | 2 | 3 | 7  | 14 | –7  |
| 52                          | Itapipoca              | 4   | 6 | 1 | 1 | 4 | 10 | 12 | –2  |
| 53                          | Poções                 | 4   | 6 | 1 | 1 | 4 | 6  | 10 | –14 |
| 54                          | Sertãozinho            | 4   | 6 | 1 | 1 | 4 | 8  | 13 | –5  |
| 55                          | Chapecoense            | 4   | 6 | 1 | 1 | 4 | 5  | 10 | –5  |
| 56                          | São Raimundo-RR        | 4   | 6 | 1 | 1 | 4 | 8  | 14 | –6  |
| 57                          | América de Propriá     | 4   | 6 | 1 | 1 | 4 | 1  | 7  | –6  |
| 58                          | Vera Cruz              | 4   | 6 | 1 | 1 | 4 | 3  | 10 | –7  |
| 59                          | Paranavaí              | 4   | 6 | 0 | 4 | 2 | 4  | 10 | –6  |
| 60                          | Caxias                 | 3   | 6 | 0 | 3 | 3 | 4  | 7  | –3  |
| 61                          | Madureira              | 3   | 6 | 0 | 3 | 3 | 1  | 5  | –4  |
| 62                          | Paysandu               | 1   | 6 | 0 | 1 | 5 | 3  | 9  | –6  |
| 63                          | ASA                    | 1   | 6 | 0 | 1 | 5 | 3  | 13 | –10 |
| 64                          | Esportivo Guará        | 0   | 6 | 0 | 0 | 6 | 3  | 18 | –15 |

|  |                              |
|  | Promovidos à Série B de 2008 |
|  | Eliminados na fase final     |

|  |                       |
|  | Eliminados na 3ª fase |
|  | Eliminados na 2ª fase |
|  | Eliminados na 1ª fase |

|  |                              |
|  | Promovidos à Série B de 2008 |
|  | Eliminados na fase final     |

|  |                       |
|  | Eliminados na 3ª fase |
|  | Eliminados na 2ª fase |
|  | Eliminados na 1ª fase |